# Jardín zoobotánico de Kazán
El Jardín zoobotánico de Kazán (en ruso: Казанский зооботанический сад es un jardín botánico, invernadero y zoológico, que se encuentra en Kazán, Rusia.
Este es uno de los parques de su tipo más antiguos en Europa, ya que fue fundado en 1806. Está administrado por la Universidad de Kazán.
El jardín botánico de Kazán está vinculado con cincuenta parques zoológicos y una treintena de jardines botánicos. Pertenece al departamento de los Urales del "Consejo de Jardines Botánicos de los Urales y la región del Volga". Es miembro desde 1996 de la Asociación Europea de Zoos y Acuarios.
El código de identificación internacional de Jardín zoobotánico de Kazán como miembro del "Botanic Gardens Conservation Internacional" (BGCI), así como las siglas de su herbario es KAZZ.

## Localización
Situado en Kazán, en la república autónoma de Tartaristán.
Казанский зооботанический сад-Jardín zoobotánico de Kazán, Calle Khadi Taktash 112, 420041 Казань-Kazán, Республика Татарстан-Tartaristán, Российская Федерация-Federación Rusa.
Planos y vistas satelitales.55°45′57″N 49°8′4″E / 55.76583, 49.13444
Está abierto al público todo el año.

## Historia
Este jardín de siete hectáreas fue fundada por la Universidad de Kazán a iniciativa de Karl Friedrich Fuchs (1776-1846) y se amplió en 1829 al norte del Lago Kaban.
El invernadero se abrió en 1834 y el jardín se abre al público. El invernadero es ahora un invernadero tropical con palmeras, algunos de cuyos ejemplares se han plantado en el siglo XIX. Hay dos ejemplares de Trachycarpus excelsa (Wendl H.) de una edad de ciento cincuenta años.
El jardín botánico de Kazán fue renombrado en 1931 bajo la misma administración como el parque zoológico del Museo del Estado de Tartaristán y con el nombre de Parque zoobotánico de Kazán.

## Actualmente
Ahora hay ciento cuarenta y cinco especies de animales con unos mil doscientos especímenes, de las cuales veintisiete especies en peligro de extinción. En este se encuentra entre otros los raros osos polares con anteojos y cuatro especies de aves raras: el águila de cola blanca, el águila emperador, el águila imperial y buitre negro.
La colección del botánico alberga 5.941 ejemplares. Más de 500 especies y cultivares en interior y  203 especies al aire libre. Incluye 20 especies enumeradas en la Lista Roja de la UICN.

## Fuente
Este artículo es la traducción de la página de la Wikipedia en ruso "Полярно-альпийский ботанический сад-институт".
- Datos: Q2034194
- Multimedia: Kazan zoo-botanical garden / Q2034194